# 愛神巧克力
『愛神巧克力』とは、中国の漫画家・Vivianによるウェブコミック。同国の『テンセントアニメ』（騰訊動漫）にて連載。

## ストーリー
平凡な日常を愛する少年「江浩一」は愛神チョコレートを食べてしまったがために、多数の女の子に言い寄られ、波乱万丈な生活を送ることになる。

## 登場人物
江浩一(こう こういち）
声 - 沈達威
夏紫瞳(か しどう)
声 - 馮駿驊
唐萱(とう せん)
声 - 楊鷗
林淵(りんえん)
声 - 鬼月
歐陽雪梨(おうようせつり)
声 - 醋醋
梅塔塔(ばい とうとう)
声 - 龜娘
季然(きぜん)
声 - 馮駿驊

## 用語
愛神チョコレート
食べた女性に、共に食べた男性との恋の記憶を植え付けるチョコレート。

## テレビアニメ
2015年12月よりWebアニメがテンセント及びBilibiliで「爱神巧克力ING」というタイトルで全15話が配信された。